# Laizhou
Laizhou (莱州 ; pinyin : Láizhōu) est une ville de la province du Shandong en Chine. C'est une ville-district placée sous la juridiction administrative de la ville-préfecture de Yantai.

## Démographie
La population du district était de 875 982 habitants en 1999.